# Solfatare

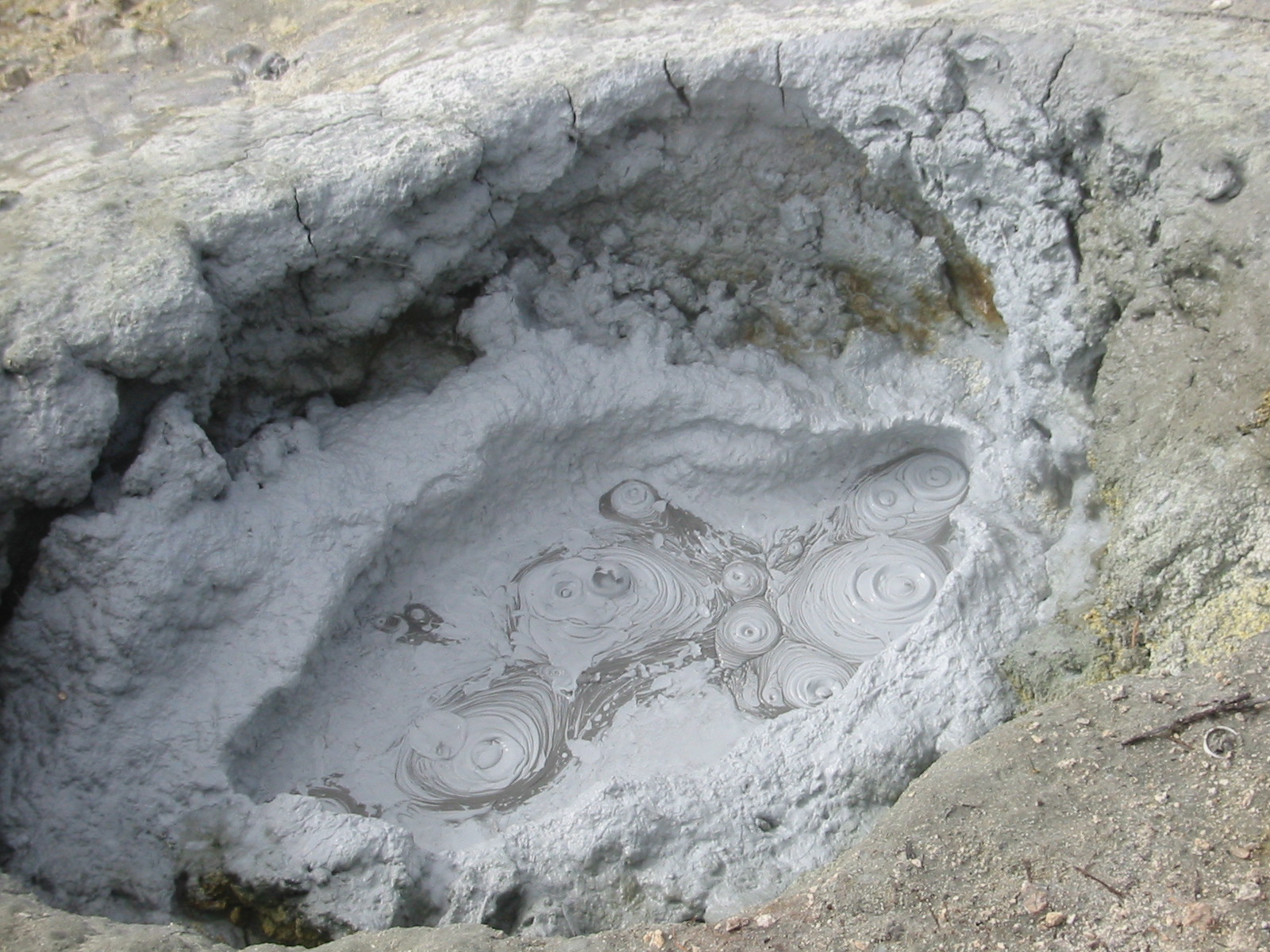
solfatare in het vulkanisch nationaal park Lassen

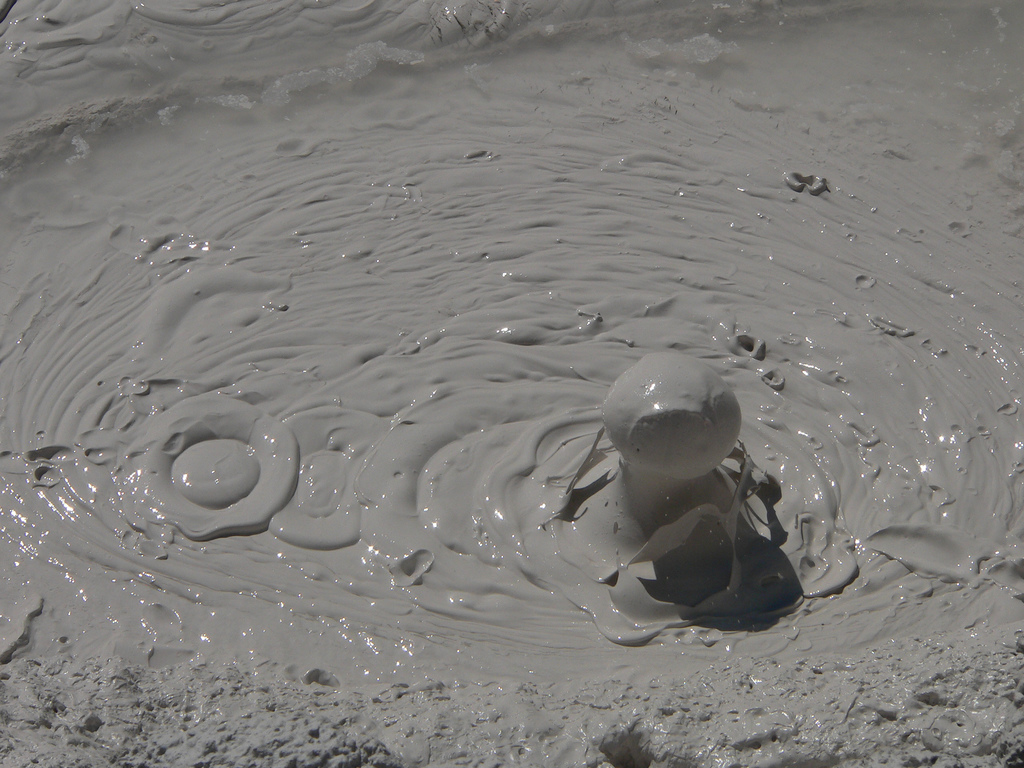
Solfatare in Yellowstone

Een solfatare (ook slijkpoel, modderwel of slikbron) is een bijzondere fumarole of heetwaterbron. Normaliter is een fumarole een opening in de aardkorst waar dampen of gassen uit komen. Bij solfataren zijn deze dampen of gassen sterk zwavelhoudend, zoals zwaveldioxide, waterstofsulfide, zwaveltrioxide of zwavel in dampvorm. Deze zwavel kan zich aan de rand van de solfatare afzetten, soms in zeer grote kristallen of als een dikke laag die commercieel gewonnen wordt.
In Europa komen solfataren vooral voor op IJsland en in mindere mate in Italië, waar de naamgevers bij de vulkaan Solfatara te vinden zijn.